# Società Italiana Automobili Milano
Die Società Italiana Automobili Milano war ein italienischer Hersteller von Automobilen.

## Unternehmensgeschichte
Der Konstrukteur Olivo Pellegatti gründete 1921 in Mailand das Unternehmen zur Produktion von Automobilen. Der Markenname lautete SIAM. 1923 endete die Produktion nach nur wenigen hergestellten Exemplaren.

## Fahrzeuge
Das erste Modell wurde 1921 auf einer Automobilausstellung in Mailand ausgestellt und bis 1923 angeboten. Es hatte einen Sechszylinder-Reihenmotor mit OHC-Ventilsteuerung, der aus 1991 cm³ Hubraum 45 PS leistete. Die Motorleistung wurde über eine Kardanwelle an die Hinterachse übertragen. Das Getriebe verfügte über drei Gänge. 1923 folgten die Modelle L und Sport, beide mit Vierganggetriebe. Die bauartbedingte Höchstgeschwindigkeit war mit 120 km/h bzw. 130 km/h angegeben.